# Област Кучова
Област Кучова (алб. Rrethi i Kuçovës) је једна од 36 области Албаније. Има 35.000 становника (процена 2004), и површину од 112 km². У средишту је земље, а главни град је Кучова.
Обухвата општине: Козаре, Кучов и Перонди.